# Julián Carrillo
Julián Carrillo Trujillo (* 18. Januar 1875 in Ahualulco; † 9. September 1965 in Mexiko-Stadt) war ein mexikanischer Komponist und Violinist.

## Leben
Carrillo begann 1885 in San Luis Potosí bei Flavio F. Carlos zu studieren, musste aber die Ausbildung auf Grund der schwierigen finanziellen Situation seiner Familie bald wieder abbrechen. Der Erfolg einer 1894 komponierten Messe ermöglichte ihm dann ein Studium am Conservatorio Nacional de Música in Mexiko, wo Pedro Manzano und Melisio Morales zu seinen Lehrern zählten.
1899 hörte ihn der mexikanische Präsident, General Porfirio Díaz, als Violinisten und ermöglichte ihm ein Studium in Europa. Er ging zunächst nach Leipzig, wo er am Konservatorium bei Hans Becker, Johann Merkel und Salomon Jadassohn studierte und erster Violinist des Konservatoriumsorchesters unter Hans Sitt und des Gewandhausorchesters unter Arthur Nikisch war, und dann nach Gent, wo er am Konservatorium sein Studium fortsetzte und seine Violinausbildung bei dem Ysaye-Schüler Hans Zimmer vervollkommnete.
1904 kehrte er nach Mexiko-Stadt zurück, wo er als Violinist, Dirigent und Komponist lebte und am Konservatorium Musikgeschichte, Instrumentation, Kontrapunkt und Komposition unterrichtete. Zu seinen Schülern zählten Antonio Gómezanda, Rafael Ordoñez, Rafael Adame, Vicente T. Mendoza, Gerónimo Baqueiro Foster, Daniel Ayala Pérez, José López Alavez, Rosendo Sánchez, Leticia Euroza, Angel Badillo, Felipe Cortés Texeira, Agustin Oropeza und Gabriel Gómez.
Nach dem Ende der Regierung des Generals Huerta flüchtete Carrillo in die USA, wo er in New York City das American Symphony Orchestra leitete. Er experimentierte mit neuen Tonsystemen, die er als Sonido trece bezeichnete und die auf der Aufteilung der Oktave in Mikrointervalle beruhten, und publizierte hierüber in New York die Schrift Teoría del Sonido 13. Nach seiner Rückkehr nach Mexiko leitete er das Orquesta Sinfónica Nacional und wurde Direktor des Nationalkonservatoriums.
Seine Musiktheorien waren heftig umstritten, neben begeisterten Anhängern gab es auch Musiker, die sie strikt ablehnten; die Debatte wurde in der Presse, im Rundfunk und auf Kongressen ausgetragen. 1925 stellte Carrillo seine Mikroton-Kompositionen in zahlreichen mexikanischen Städten sowie in Havanna vor, wo eine Grupo Sonido 13 unter Ángel Reyes entstand. 1926 kam er erneut nach New York, wo er die zweisprachige Zeitschrift The Thirteenth Sound: The Herald of America's Musical Culture herausgab. Leopold Stokowski bestellte eine Komposition bei ihm, die er mit dem Philadelphia Symphony Orchestra in Philadelphia und New York aufführte.
1930 gründete er die Sinfónica del Sonido 13, ein Orchester, in dem alle Instrumente Mikrointervalle spielen konnten. 1940 konstruierte er fünfzehn Klaviere, mit denen er alle Tonintervalle von Ganz- bis zu Sechzehnteltönen erzeugen konnte. 1949 entwickelte er ein Dritteltonklavier, das er 1954 der Schola Cantorum in Paris schenkte.
1956 wurde Carrillo mit dem Orden der Ehrenlegion und in Deutschland mit dem Großen Verdienstkreuz des Bundesverdienstkreuzes ausgezeichnet. Mit dem Orchestre des Concerts Lamoureaux nahm er zwischen 1960 und 1965 um dreißig Werke mit Musikern wie Jean-Pierre Rampal, Bernard Flavigny, Robert Gendre und Reine Flachot auf.

## Werke
- Misa, 1894
- Sexteto en Sol mayor para dos violines, dos violas y dos violonchelos, 1900
- Primera Sinfonía en Re mayor para grande orquesta, 1901
- Cuarteto en Mi bemol, 1903
- Canto a la Bandera, 1910
- Filmmusik zu Intolerance von David Wark Griffith, 1916
- Preludio a Colón, 1924
- Sonata casi fantasía en cuartos, octavos y dieciseisavos de tono, 1925
- Concertino en cuartos, octavos y dieciseisavos de tono, 1926
- Horizontes. Poema sinfónico para violín, violonchelo y arpa en cuartos, octavos y dieciseisavos de tono, 1947
- Balbuceos, para piano en dieciseisavos de tono, 1958
- Canon atonal a 64 voces, 1960
- Misa de la Restauración para voces masculinas a cappella en cuartos de tono, 1960
- Concierto para violín y orquesta en cuartos de tono, 1964

## Schriften
- Discursos sobre la música, 1913
- Pláticas musicales, 1914, 1922
- Teoría del Sonido 13, 1916
- Leyes de metamorfosis musicales, 1926
- Pre-Sonido 13: Rectificación básica al sistema musical clásico: Análisis físico musical y Teoría lógica de la música
- La revolución musical del Sonido 13, 1934
- Génesis de la revolución musical del Sonido 13, 1940
- Método racional de solfeo, 1941
- Horizontes. Poema sinfónico para violín, violonchelo y arpa en cuartos, octavos y dieciseisavos de tono, 1951
- Dos leyes de física musical, 1956